# 维尔纳·佩纳
维尔纳·佩纳（Werner Peiner，1897年7月20日—1984年8月19日）是一位德国画家，也是納粹德國的官方画家。他最早受现实主义风格影响，之后又受到新即物主義影響。第二次世界大戰結束后，佩纳遭拘禁，其所有财产亦被没收。